# Minseln
Minseln (alemannisch: Meisele) ist ein nördlicher Stadtteil von Rheinfelden im Landkreis Lörrach, Baden-Württemberg (Deutschland).

## Geographie

### Beschreibung und Lage
Das Dorf liegt nördlich von Rheinfelden auf dem Dinkelberg, umgeben von Äckern und Weiden im Dürrenbach-Tal. Die langgestreckte Siedlung gliedert sich in die Ortslagen Unter-, Mittel- und Oberminseln, die durch weiteren Ausbau zusammengewachsen sind. Am rechten Talhang entstanden neuere Ein- und Zweifamilienhäuser.

## Geologie
Minseln liegt in dem etwa 7 km breiten tektonischen Zentralen Dinkelberggraben, der im Westen durch die Lörrach-Degerfelden-Verwerfung, im Osten durch die Maulburg-Schwörstadt-Verwerfung begrenzt wird. Alle drei Minselner Ortsteile sind von Anhöhen umgeben, deren Untergrund aus den gebankten und plattigen Kalken des Oberen Muschelkalks bestehen, und die im Steinbruch beim Kalchofen zu sehen sind.
In diesen Muschelkalk eingesenkt, zieht einer der für den Dinkelberg charakteristischen schmalen, im Querschnitt keilförmigen tektonischen Gräben, der sog. Minselner Graben, vom Maulburger Wintertal her kommend durch Oberminseln zwischen Nottenberg und Bütz zur südlichen Gemarkungsgrenze und weiter nach Nollingen. In diesem NNO-SSW streichenden Graben entgingen nicht nur vorwiegend rote und grünlichen Keupertone der Abtragung, sondern auch Reste von Unterjurakalk (Lias). Das Oberdorf hat sich in diesem Graben eingenistet. Das vom Hochbehälter herunterziehende Tälchen deutet seinen Verlauf an, ebenso die Hangmulde über der Zielmattstraße. Weiter nach S ist der Graben als Einsenkung in der Landschaft nicht mehr auszumachen. Seine Westflanke gibt sich im Gelände als Hangversteilung vom Gewann Steinler bis zum Obereichsler Sträßchen zu erkennen. (Beim Autobahnbau wurde er im Querschnitt sichtbar.) Eine widerstandsfähige Unterjura-(Lias)-Kappe zwischen der Zielmattstraße und dem Sträßchen Obereichsel-Unterminseln trotzte der Abtragung und bildet jetzt die Anhöhe über der Zielmattstraße. Außerhalb des Minselner Grabens ist der Keuper, die über dem Muschelkalk lagernde Schichtenfolge, nur am südlichen Hang über der nach Nordschwaben führenden Kreisstraße noch erhalten.
Mittelminseln liegt nicht in diesem Keupergraben, sondern im Talraum, den sich der Dürrenbach im Oberen Muschelkalk geschaffen hat. Seine lehmige Talaue verhindert das Versickern des Gewässers. Erst unterhalb des Unterdorfes kommt es im rissig-klüftigen Oberen Muschelkalk zur Versickerung. (Name: Dürrenbach!)
Das Unterdorf liegt nahe der Einmündung eines von Nordschwaben her kommenden, nicht ständig Wasser führenden Trockentales in das Dürrenbachtal. Dieses Trockental und das von Adelhausen herabziehende deuten wie die erwähnte Bachschwinde auf die Verkarstung des Oberen Muschelkalks hin.

## Geschichte

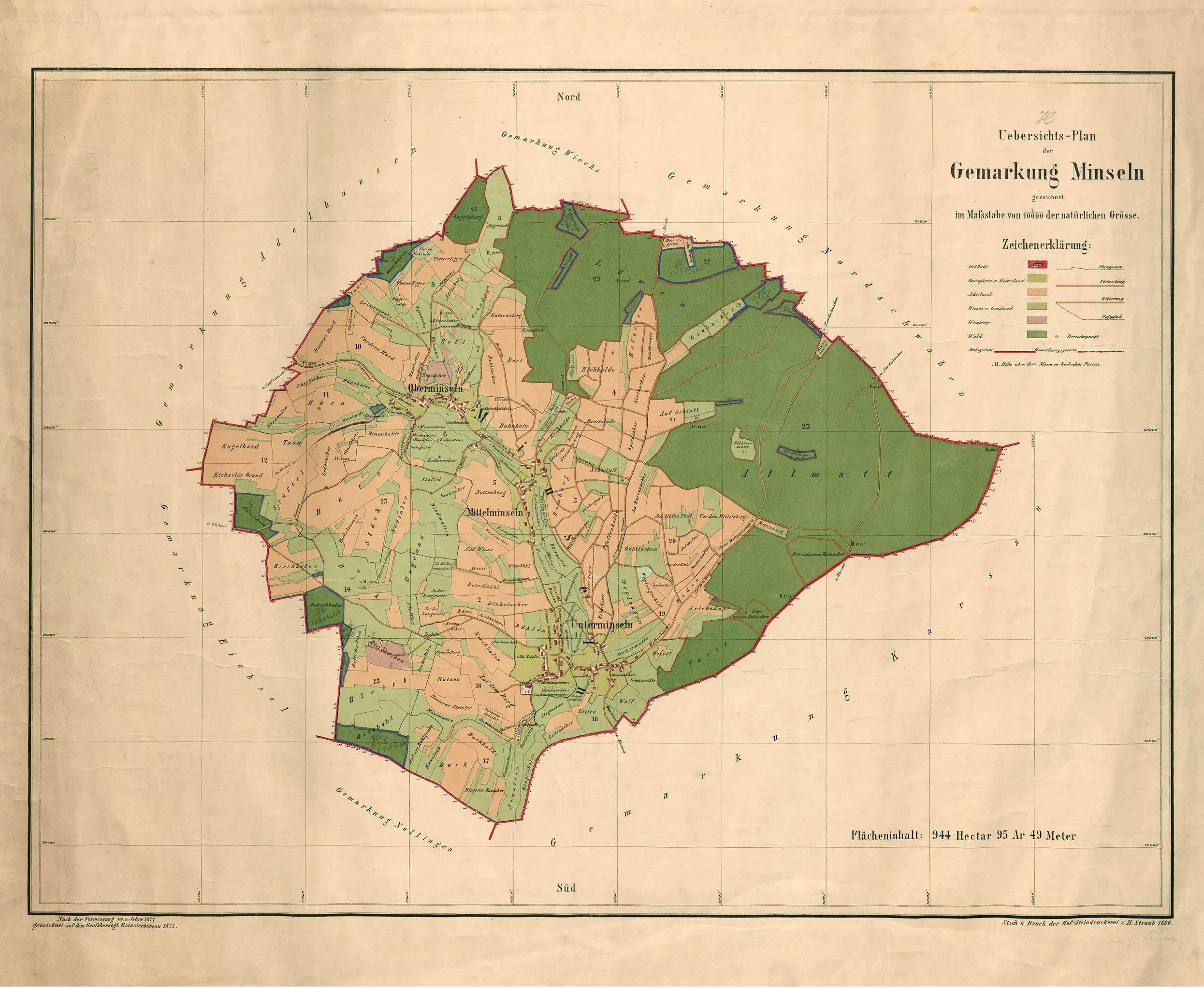
Historische Karte Minselns von 1880

Als Minsilido wird der Ort erstmals 754 in einer Urkunde des Klosters St. Gallen erwähnt.
Die Ritter von Eptingen waren Besitzer des Fronhofs und damit die wichtigsten Grundherren des Dorfes. Dennoch gab es auch einen eigenen Dorfadel. Das Rittergeschlecht wird zwischen 1283 und 1358 erwähnt und ursprünglich waren ihre Angehörigen wahrscheinlich Ministeriale des Klosters St. Gallen.
Minseln gehörte früh zur Grafschaft Rheinfelden und nach deren Untergang zur vorderösterreichischen Herrschaft Rheinfelden und hierin zur Landschaft Rheintal. Bei nahezu allen Kriegen am Hochrhein war der Ort ein Opfer von Plünderungen und Brandschatzungen. Aber vor allem im Dreißigjährigen Krieg während der Belagerung Rheinfeldens durch die Schweden (1634) musste Minseln schwer leiden.

## Bevölkerung und Religion

### Einwohner
Die Zahl der Einwohner von Unter-Minseln entwickelte sich wie folgt:
| Jahr | Einwohner |
| ---- | --------- |
| 1852 | 785       |
| 1871 | 679       |
| 1880 | 623       |
| 1890 | 560       |
| 1900 | 565       |
| 1910 | 571       |
| 1925 | 659       |

| Jahr | Einwohner |
| ---- | --------- |
| 1933 | 723       |
| 1939 | 796       |
| 1950 | 899       |
| 1956 | 1018      |
| 1961 | 1080      |
| 1970 | 1338      |
| 2015 | 1979      |

### Religion

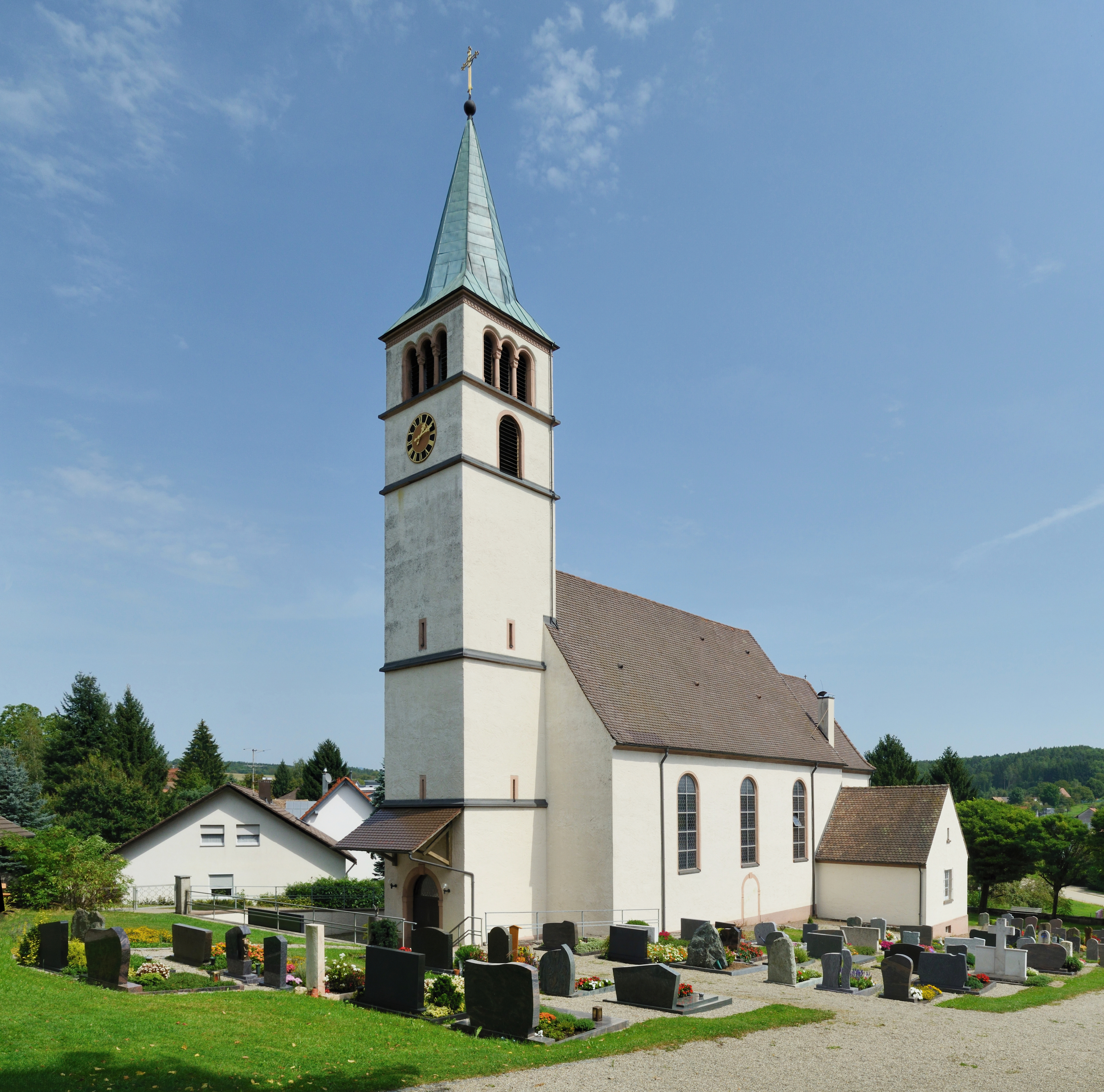
Die katholische Peter-und-Paul-Kirche in Unterminseln

Die Zugehörigkeit zu den Religionsgemeinschaften verteilte sich in der Vergangenheit wie folgt:
| Religionszugehörigkeit in (Unter-)Minseln | Religionszugehörigkeit in (Unter-)Minseln | Religionszugehörigkeit in (Unter-)Minseln | Religionszugehörigkeit in (Unter-)Minseln |
| Jahr                                      | Religion                                  | Religion                                  | Religion                                  |
| ----------------------------------------- | ----------------------------------------- | ----------------------------------------- | ----------------------------------------- |
|                                           | evangelisch                               | katholisch                                | sonstige                                  |
| 1858                                      | 0,7 %                                     | 99,3 %                                    | 0,0 %                                     |
| 1925                                      | 9,4 %                                     | 90,0 %                                    | 0,0 %                                     |
| 1950                                      | 17,8 %                                    | 80,3 %                                    | 1,9 %                                     |
| 1961                                      | 17,8 %                                    | 80,6 %                                    | 1,7 %                                     |
| 1970                                      | 22,9 %                                    | 68,5 %                                    | 8,5 %                                     |

## Politik

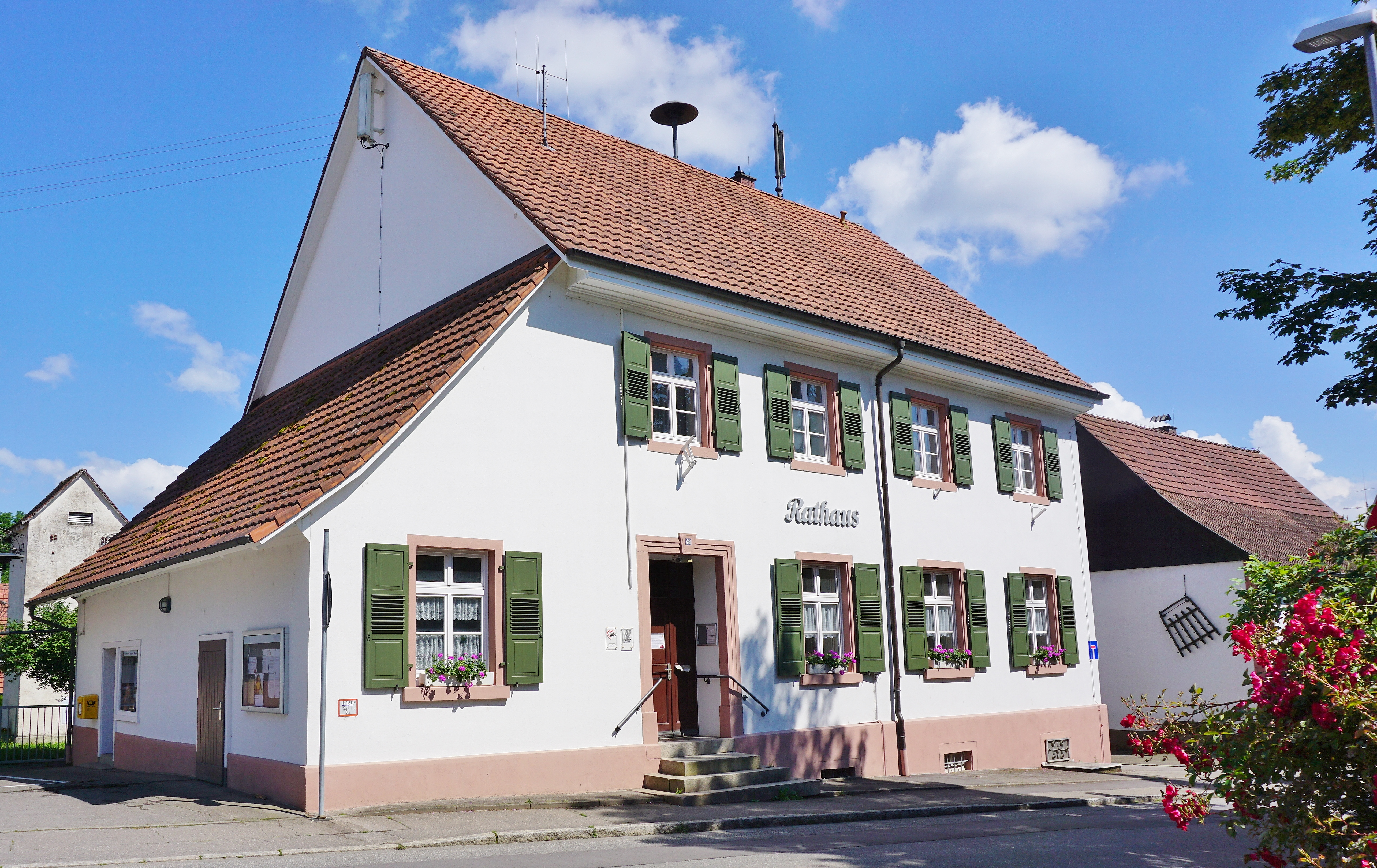
Ehemaliges Rathaus von Minseln. Heute Sitz der Ortsverwaltung und des Dinkelbergmuseums.

### Ortschaftsrat
Die Gemeindeordnung (GeO) Baden-Württemberg regelt die Ortschaftsverfassung in den §§ 67–76.
Die Stadt Rheinfelden hat auf dieser Grundlage eine Ortschaftsverfassung eingeführt und in ihrer Hauptsatzung die Zusammensetzung der Ortschaftsräte geregelt. Der Ort hat einen Ortschaftsrat mit 10 Mitgliedern. Ortsvorsteherin ist Eveline Klein. Bei der Kommunalwahl vom 9. Juni 2024 gewann die Sozialdemokratische Partei Deutschlands (SPD) 4 und die Meisler Liste 6 Mandate.

### Eingemeindung
Am 12. Dezember 1971 stimmten die Bürger von Minseln für die Vereinigung mit der Stadt Rheinfelden.
Am 1. Januar 1972 trat Minseln im Rahmen der Gemeindereform in Baden-Württemberg der Stadt Rheinfelden (Baden) bei. Der bis dahin amtierende Bürgermeister Minselns, Paul Rombach, wurde Stellvertreter des damaligen Rheinfelder Bürgermeisters, Herbert King.

### Wappen
„In Rot schräggekreuzt ein goldener Schlüssel mit dem Bart nach oben und auswärtsgekehrt und ein goldenes Schwert.“
Bei den Wappenbildern handelt es sich um die Attribute der Schutzpatrone der Kirche von Minseln. Der Schlüssel für Petrus und das Schwert für Paulus.

## Kultur und Sehenswürdigkeiten

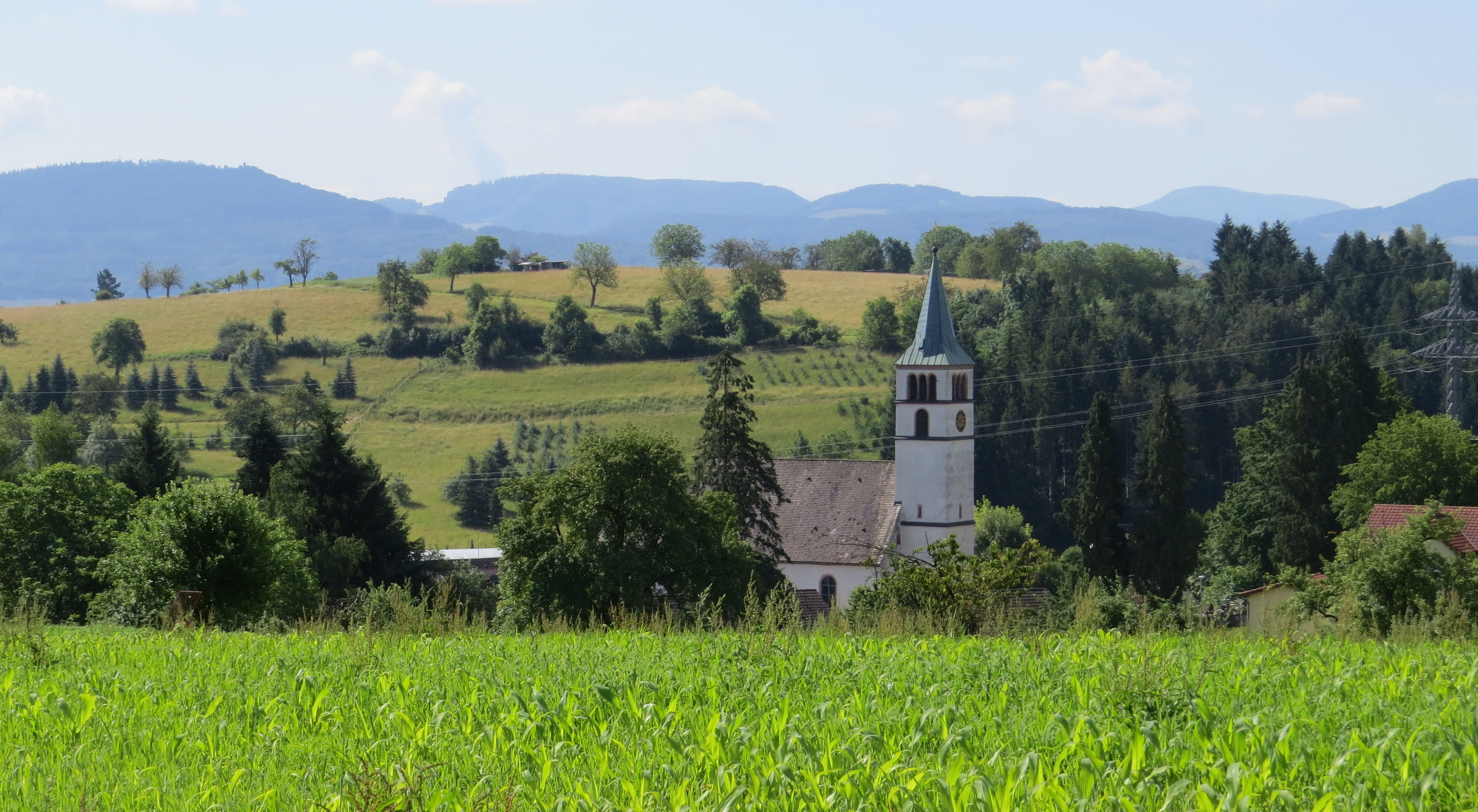
Minseln von Norden

Im örtlichen Rathaus bauten Mitglieder des 1986 gegründeten Fördervereins für die Einrichtung eines Heimatmuseums das Dachgeschoss zu einem Ausstellungsraum aus. Dort ist seit der Eröffnung im Jahr 2000 eine heimatkundliche Sammlung zu sehen, das Dinkelbergmuseum. Die Schwerpunkte dieser Sammlung sind landwirtschaftliche und hauswirtschaftliche Gerätschaften vor und nach der Mechanisierung sowie Trachten und andere Kleidungsstücke. Regelmäßig werden Sonderausstellungen gezeigt.
In Minseln befindet sich die katholische Peter-und-Paul-Kirche. Der Rheinfelder Baumeister Anton Troger begann 1686 mit ihrem Bau; geweiht wurde sie am 31. August 1691. In den Jahren 1762/63 wurde ihr Inneres im Stil des Rokoko umgestaltet.
Die evangelische Johanneskirche wurde in den Jahren 1952/53 erbaut und am 3. April 1953 von Landesbischof Julius Bender geweiht.
Gut einen Kilometer westlich von Unterminseln befindet sich das Naturschutzgebiet Buhrenboden.

## Verkehr
Durch Minseln führt die K 6333, die von der Rheinfeldener Kernstadt nach Adelhausen führt; von dort führt die L 139 weiter nach Maulburg im Tal der Wiese.

## Persönlichkeiten

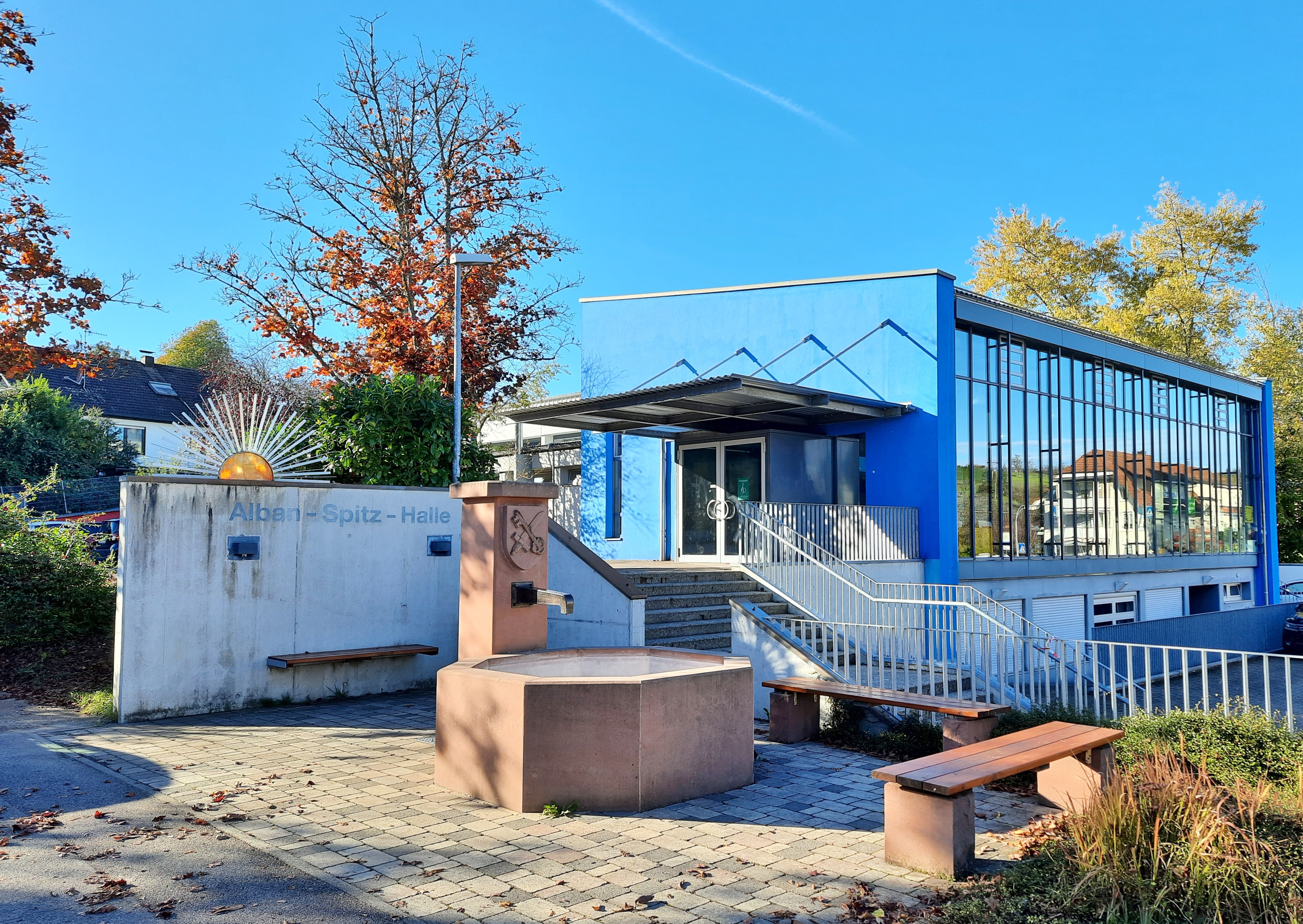
Alban-Spitz-Halle

Der Maler, Holzschneider und Dichter Alban Spitz (1906–1996) wurde in Minseln geboren und wirkte dort. Nach ihm ist die örtliche Veranstaltungshalle benannt.